# Trans (Mayenne)
Trans település Franciaországban, Mayenne megyében. Lakosainak száma 227 fő (2022. január 1.). Trans Bais, Champgenéteux, Courcité, Izé, Saint-Thomas-de-Courceriers és Villaines-la-Juhel községekkel határos.

## Népesség
A település népessége az elmúlt években az alábbi módon változott:
| Lakosok száma | 352  | 307  | 273  | 244  | 228  | 230  | 232  | 227  | 226  | 227  |
|               | 1968 | 1982 | 1990 | 2006 | 2013 | 2015 | 2017 | 2019 | 2020 | 2022 |